# Inflație eternă
Inflația eternă este un model de univers inflaționist, care la rândul său este un rezultat sau o extindere a teoriei Big Bang-ului. În teoriile inflației eterne, faza inflaționistă a expansiunii universului durează pentru totdeauna, cel puțin în unele regiuni ale universului. Deoarece aceste regiuni se extind exponențial rapid, cel mai mare volum la un moment dat al universului este în creștere. Toate modelele de inflație eternă au ca rezultat un multivers infinit, de obicei unul fractal.